# Natri diacetat
Natri diacetat, natri biacetat hoặc natri hydro acetat là một hợp chất hóa học có công thức NaH(C2H3O2)2. Hợp chất này là muối natri của acid acetic và là một chất rắn không màu được sử dụng trong gia vị. Hợp chất này cũng được sử dụng như một chất kháng vi sinh vật.

## Điều chế và cấu trúc
Natri diacetat hình thành khi trung hòa một nửa dung dịch acid acetic, sau đó làm bay hơi dung dịch. Hợp chất này có thể được xem như là kết quả khi kết hợp một base với một acid liên hợp của nó thông qua liên kết hydro, được gọi là homoassociation, một hiệu ứng làm tăng tính acid của acid acetic trong dung dịch đậm đặc:
2 CH3CO2H + NaOH → Na+[(CH3CO2)2H]− + H2O
Được mô tả là muối acid natri của acid acetic, natri diacetat được mô tả chính xác nhất là hợp chất natri của anion có liên kết hydro (CH3CO2)2H−. Khoảng cách giữa hai phân tử oxy là khoảng 2,47 ångström. Hợp chất này không được hòa tan đáng kể trong các dung dịch nhưng hình thành các tinh thể ổn định.

## Ứng dụng
Natri diacetat là một chất phụ gia thực phẩm với số E là E262 và được sử dụng để tạo hương vị muối và giấm.